# SONY MESH
MESHは、小型のIoTモジュール。

## 概要
MESHは「LED」「ボタン」「人感」「動き」「温度・湿度」「明るさ」「GPIO（拡張）」の機能をもつ7種類の電子タグで構成され、それらのハードウェアをスマートフォンやPC上のアプリで直感的に繋ぐことによりプログラミングの知識がなくても手軽にIoTを実現できる。STEM教育等に使用される。

## 文献
- MESHではじめるIoTプログラミング: 〈うれしい〉〈たのしい〉〈おもしろい〉を創作しよう ISBN 4274223760
- 誰でもできる! MESH導入ガイド ISBN 482229675X
- MESHBOOK 世界にひとつのメッシュブック - MESHで始める 子どもと一緒に 電子工作、IoT、ロボット作りのレシピ集 ISBN 9784865436662
- MESHをはじめよう (Make: PROJECTS) ISBN 978-4873118536